# 朱恭𣘖
安昌王朱恭𣘖（？—17世紀），明朝宗室、南明軍事人物。

## 生平
朱恭𣘖是安昌王朱肅渣的兒子，最初以長子身份到福京，到隆武二年（1646年）六月襲封安昌王，徵召蘇兆人、朱甲、衛淇園、周鉉升、陳秉生為長史；鄭芝龍投降清朝，他和周鶴芝等人哭著勸諫，但鄭芝龍不聽。之後周鶴芝軍隊移師海口，派義子林皋跟隨朱恭𣘖到日本徵求兵馬，最後不得要領回來。海口失陷，他走到舟山，不知所終；家人大多被殺，只有長子朱甲於舟山失陷後跟隨母親到杭州出家為僧，出走四方。

## 引用
1. 1 2  錢海岳《南明史·卷二十七·列傳第三》：安昌王恭𣘖，安昌王肅渣子。初以長子朝福京，隆武二年六月襲封。辟蘇兆人、朱甲、衛淇園、周鉉升、陳秉生為長史。鄭芝龍降清，恭𣘖與周鶴芝等流涕極諫，不聽。
2. ↑  錢海岳《南明史·卷二十七·列傳第三》：及鶴芝移軍海口，遣其義子林皋隨恭𣘖徵兵日本，不得要領而還。海口陷，走舟山，不知所終。兄弟子姪皆執死。長子甲，舟山陷後，從母妃挾印為僧杭州，行遯四方。